# Bradleyita
La bradleyita és un mineral de la classe dels carbonats. Rep el seu nom en honor de Wilmot Hyde Bradley (1899-1979), cap de geologia del Servei Geològic dels Estats Units, que va portar a terme investigacions geològiques a la zona del Green River, a Wyoming.

## Característiques
La bradleyita és un carbonat de fórmula química Na₃Mg(CO₃)(PO₄). Cristal·litza en el sistema monoclínic. Els cristalls són diminuts i rars, aplanats en {001}, i en masses de gra extremadament fi. La seva duresa a l'escala de Mohs és de 3 a 4. Està relacionada estructuralment amb la bonshtedtita.
Segons la classificació de Nickel-Strunz, la bradleyita pertany a «05.BF - Carbonats amb anions addicionals, sense H₂O, amb (Cl), SO₄, PO₄, TeO₃» juntament amb els següents minerals: ferrotiquita, manganotiquita, northupita, tiquita, bonshtedtita, crawfordita, sidorenkita, daqingshanita-(Ce), reederita-(Y), mineevita-(Y), brianyoungita, filolitita, leadhil·lita, macphersonita i susannita.

## Formació i jaciments
La bradleyita va ser descoberta al pou John Hay Jr. núm. 1, a la formació del Green River, al Comtat de Sweetwater (Wyoming, Estats Units) en esquist bituminós. També ha estat trobada a la mina Tuzla, al cantó de Tuzla (Federació de Bòsnia i Hercegovina, Bòsnia i Hercegovina); la pedrera Poudrette, al Mont Sain-Hilaire, a Montérégie (Quebec, Canadà); al rierol Aley, all llac Williston (Colúmbia Britànica, Canadà); i en tres indrets de la península de Kola (óblast de Múrmansk, Rússia).
Sol trobar-se associada a altres minerals com: shortita, minerals d'argila, trona (mineral), pirssonita, northupita, gaylussita, alstonita, dolomita i quars.